# Javier Villarreal
Javier Alejandro Villarreal (Alta Gracia, 1º marzo 1979) è un ex calciatore argentino, di ruolo centrocampista.

## Palmarès

### Club

#### Competizioni nazionali
- Campionato argentino: 1

Boca Juniors: Apertura 2003
- Campionato paraguaiano: 2

Club Libertad: 2006
Cerro Porteño: 2009

#### Competizioni internazionali
- Coppa Libertadores: 2

Boca Juniors: 2001, 2003
- Coppa Intercontinentale: 1

Boca Juniors: 2003

### Nazionale
- Campionato sudamericano Under-20: 1

1999